# Trbovlje
Trbovlje (Duits: Trifail) is een zelfstandige gemeente in de Sloveense regio Zasavska en telt 18.248 inwoners (2002). De gelijknamige hoofdplaats telt 17.485 inwoners (2002).
Trbovlje ligt aan de Sava.
In 1804 werd begonnen met de winning van steenkool. Na aansluiting op de spoorwegverbinding van Wenen naar Triëst via Ljubljana konden voor de steenkool makkelijker en goedkoper nieuwe afzetmarkten gevonden worden. Dit resulteerde in de oprichting van een steenkoolmaatschappij in 1873, die de grootschalige winning ter hand nam. De Nederlandse kolenmijnen wierven in de jaren 1920 en 1930 groepen Sloveense mijnwerkers in Trbovlje en de omliggende gebieden. In 1976 is de hoogste schoorsteen van Europa gebouwd bij een kolencentrale bij Trbovlje: De Trbovljeschoorsteen (360 m).

## Plaatsen in de gemeente
Čebine, Čeče, Dobovec, Gabrsko, Ključevica, Knezdol, Ojstro, Ostenk, Partizanski Vrh, Planinska vas, Prapreče, Škofja Riža, Trbovlje, Vrhe, Završje, Župa

## Geboren in Trbovlje
- Klemen Lavrič (1981), voetballer
- Mišo Brečko (1984), voetballer
- Primož Roglič (1989), wielrenner

Hrastnik · Trbovlje · Zagorje ob Savi